# Kleingebiet Székesfehérvár
Das Kleingebiet Székesfehérvár (ungarisch Székesfehérvári kistérség) war bis Ende 2012 eine ungarische Verwaltungseinheit (LAU 1) innerhalb des Komitats Fejér in Mitteltransdanubien. Im Zuge der Verwaltungsreform von 2013 wechselten 13 der Ortschaften in den Kreis Székesfehérvár (ungarisch  Székesfehérvári járás), fünf Ortschaften wurden dem Kreis Sárbogárd (ungarisch Sárbogárdi járás) zugeordnet.
Ende 2012 lebten im Kleingebiet auf 667,14 km² 134.517 Einwohner, mit 202 Einwohnern/km² besaß es die höchste Bevölkerungsdichte im Komitat. Verwaltungssitz war Székesfehérvár. Die Stadt war einem Komitat gleichgestellt.

## Städte
- Polgárdi (6.807 Ew.)
- Székesfehérvár (99.247 Ew.)

## Gemeinden
Nachfolgende 16 Gemeinden gehörten zum Kleingebiet Székesfehérvár. Szabadbattyán war eine Großgemeinde (ungarisch nagyközség) und hatte nach den beiden Städten mit 4.518 Einwohnern die dritthöchste Einwohnerzahl.
| Bakonykúti   | Csór        | Füle           | Iszkaszentgyörgy | Jenő   |
| Kőszárhegy   | Lovasberény | Moha           | Nádasdladány     | Pátka  |
| Sárkeresztes | Sárkeszi    | Sárszentmihály | Szabadbattyán    | Úrhida |
| Zámoly       |             |                |                  |        |